# 注連浩行
注連 浩行（しめ ひろゆき、1952年2月10日 - ）は、日本の実業家。元ユニチカ代表取締役社長。元日本紡績協会会長。

## 人物・経歴
兵庫県出身。兵庫県立芦屋高等学校を経て、1975年関西学院大学商学部卒業、ユニチカ入社。2001年総合企画部長兼情報システム推進部長。2003年執行役員経営企画本部長兼企画部長兼企画部ドメイン運営グループグループ長。2005年常務執行役員。2006年上席執行役員。2008年取締役上席執行役員。2012年取締役常務執行役員。2014年代表取締役社長。2015年日本紡績協会会長。2019年ユニチカ代表取締役会長。